# Albert Treint
 (mars 2010).
Pour les articles homonymes, voir Treint.
Albert Treint (né le 13 février 1889 à Paris, mort le 25 octobre 1971 à Paris également) a été le principal dirigeant du jeune Parti communiste français, avec Suzanne Girault entre 1923 et 1926. Flirtant avec la Ligue communiste trotskiste au début des années 1930, il a ensuite évolué vers des positions d'« ultragauche » (ou gauche communiste), tout en étant membre de la SFIO.

## Biographie

### Instituteur et capitaine
Issu d’une famille de condition sociale modeste, son père étant contrôleur dans les omnibus parisiens et sa mère ménagère, Albert Edmond Treint naît à Paris le 13 février 1889. À dix-sept ans, il s’inscrit au concours d’entrée à l’École Normale d’instituteur qu’il réussit brillamment. Il entre à l’École Normale d’Auteuil le 1er octobre 1905 pour trois années de formation. Il s’engage ensuite dans l’armée par devancement d’appel. Il termine son service militaire avec le grade de sous-lieutenant, puis rejoint son premier poste d’instituteur à Asnières où il exerce de 1910 à 1913. Il se marie avec Marie-Louise Colinest, dont il a un enfant, Fernand, né le 24 février 1914. À la même époque, il adhère à la 19e section de la Seine du Parti socialiste SFIO.
Mobilisé le 2 août 1914 pour la Première Guerre mondiale, Treint rejoint le 21e régiment d’infanterie et prend part aux combats en Lorraine (1914), puis en Artois sur le plateau de Notre-dame de Lorette, où il est grièvement blessé, le 12 mai 1915. En septembre 1916, il participe à l’offensive franco-anglaise dans la Somme. En 1917, il est promu capitaine mais en raison d’un conflit avec sa hiérarchie, il est déplacé au 41e régiment d’infanterie. Sa seconde blessure, lors d’une offensive à Hangard dans la Somme marque pour lui la fin du conflit. Après avoir hésité à poursuivre une carrière militaire, il retrouve son emploi d’instituteur dès le mois d’avril 1919.

### Pour la Troisième Internationale
Toujours militant à la SFIO, Treint s’engage dans les rangs du Comité de la Troisième Internationale, organisation qui rassemble des socialistes partisans de la révolution bolchevique, des syndicalistes révolutionnaires et des syndicalistes anarchistes. Il adhère également à l’ARAC (Association républicaine des anciens combattants, créée notamment par Henri Barbusse, Raymond Lefebvre et Paul Vaillant-Couturier). Il contribue activement, aux côtés de nombreux autres militants socialistes « nés de la guerre » à faire basculer la majorité socialiste en faveur de l’adhésion à la Troisième internationale. Lors du congrès de Tours, il est délégué de la fédération de la Seine et intervient lors de la première séance pour que soit débattue prioritairement la question de l’adhésion. Récompensé pour son activisme, il entre au premier Comité directeur du parti communiste SFIC, élu le 30 décembre 1920.

### Luttes de tendances au sein de la SFIC
Après quelques mois de relative stabilité, la direction de la SFIC se divise entre trois tendances, la « droite » qui milite pour le retour à l’unité du mouvement socialiste, le « centre » auquel appartient le secrétaire général Frossard et la « gauche », dont Treint devient l’un des animateurs. Son intransigeance, son ardent militantisme en faveur des thèses de la direction de l'Internationale communiste en font l’un des protagonistes incontournables de la crise qui secoue le PCF jusqu’à la fin de l’année 1922. Le conflit entre tendances se cristallise autour de deux points : la discipline dans le Parti et l’application de la tactique du front unique, voulue par la direction de l’IC. Éliminé de la direction du parti communiste SFIC au terme du deuxième congrès national tenu à Paris en octobre 1922, Treint devient cependant cosecrétaire général du Parti communiste quelques semaines après. Malgré les pressions de l’IC le centre et la gauche ont été incapables de collaborer, au point d’amener le parti communiste au bord de la scission. Il faut tout le poids des dirigeants de l’IC pour imposer, lors du quatrième congrès mondial de l’IC (5 novembre au 5 décembre 1922), une solution de conciliation entre les deux tendances qui offre dans les faits le contrôle du Parti communiste à son aile gauche autour de Loriot, Rosmer, Souvarine et Treint.

### Le secrétaire général veut «plumer la volaille» socialiste

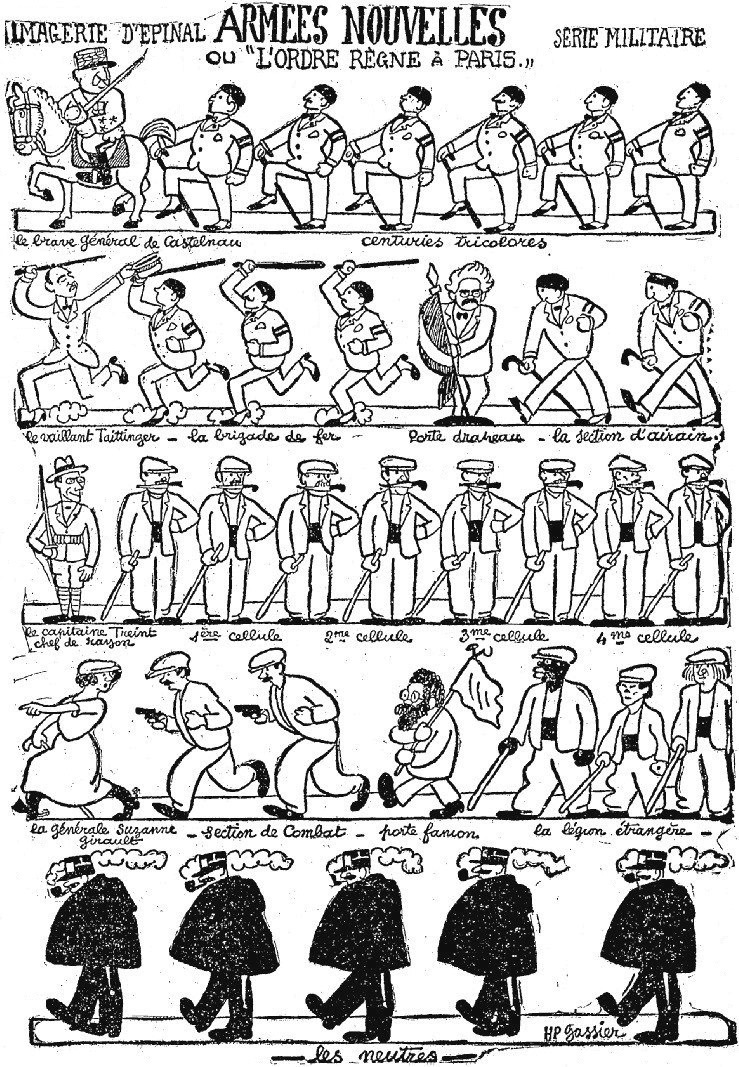
Parodie d'image d'Épinal de 1925 représentant un affrontement entre communistes et ligueurs : Albert Treint y figure en capitaine, chef de rayon.

Devenu secrétaire général et membre du bureau politique, Treint ne peut occuper son poste du fait de son emprisonnement. Pour avoir pris part à la conférence internationale des partis communistes contre l’occupation de la Ruhr (Essen, janvier 1923), Treint est arrêté et inculpé de « complot contre la sûreté intérieure et extérieure de l’État ». Libéré le 7 mai 1923, il entre rapidement en conflit avec ses anciens alliés, qui lui reprochent ses méthodes autoritaires et ses déclarations outrancières. Depuis son intervention lors du 1er exécutif élargi de l’IC (12 février-4 mars 1922), appelant les communistes à « plumer la volaille socialiste », Treint cultive une image de provocateur notamment en défendant un « impérialisme rouge ». 
Plusieurs dirigeants autour de Rosmer et de Souvarine s’inquiètent des conflits qui minent la cohésion des organes dirigeants et les méthodes de direction sectaires pratiquées dans la fédération de la Seine par Suzanne Girault avec l’appui indéfectible de Treint. Mis en minorité et désavoué lors du 3e congrès national (Lyon, 20-23 janvier 1924), Treint perd son poste de secrétaire général et sa place au BP et devient représentant du Parti communiste à Moscou. 
Cette mise à l’écart se déroule dans un contexte tendu, après des heurts sanglants avec les anarchistes lors d’un meeting tenu à la Grange-aux-Belles, le 11 janvier 1924. La possible responsabilité de Treint dans la mort de trois militants ouvriers contribue à affaiblir sa position au sein du parti. L’intervention de représentants de l’IC à Paris lui permet néanmoins de retrouver rapidement sa place de dirigeant.

### L'internationale après Lénine
Au contraire de Souvarine, qui refuse de prendre position dans le conflit consécutif à la maladie et à la mort de Lénine, qui oppose les dirigeants du parti communiste russe, Treint revendique haut et fort son soutien à la troïka (Zinoviev/Kamenev/Staline). L’IC manœuvre alors pour imposer le retour de Treint au BP et écarter Souvarine. Dès lors, et durant les deux années suivantes, Treint devient le propagandiste infatigable de la bolchevisation du parti, qui passe par une réorganisation complète de la structure organisationnelle et la chasse aux opposants (Souvarine, Monatte, Rosmer), exclus au nom de la lutte contre le trotskysme. Il séjourne à Moscou entre mai et novembre 1924, laissant Suzanne Girault et ses partisans mener la réorganisation sur la base des cellules d’entreprise. À son retour en France, il impulse une ligne politique qui mêle mots d’ordre d’action révolutionnaire (contre l’impérialisme, le militarisme, le capitalisme…), diatribes contre les socialistes accusés de soutenir le fascisme, chasse aux opposants, qui débouche sur une série de désastres politiques et une grave crise intérieure. Prenant conscience des difficultés et du mécontentement dans le parti français et à Moscou, Treint s’allie au BP avec Doriot et prône un changement de ligne, avec l’espoir de minorer sa responsabilité dans l’échec de la bolchevisation. Confronté aux critiques de ses anciens alliés (Suzanne Girault, Pierre Semard) et de l’opposition, Treint perd le soutien des dirigeants russes. Au terme de l’exécutif élargi, il est écarté de la direction et maintenu contre son gré au poste de représentant du parti français à Moscou.
Entre février 1926 et juin 1927 Treint, qui demeure membre du CE et du présidium de l’IC, fait peu parler de lui et soutient la politique menée par la direction française constituée autour de Semard, Doriot, Thorez, Monmousseau et Cremet. Pourtant à son retour en France, il prend fait et cause pour l’opposition russe, menée par Trotski et Zinoviev et devient le leader, au côté de Suzanne Girault de « l’opposition de gauche ». À la suite de plusieurs déclarations accusant Staline et la direction de l’IC de mener une politique contre-révolutionnaire, il est exclu du CC puis du PCF, lors d’une conférence nationale, le 1er février 1928. Il participe alors avec Suzanne Girault à la publication d’une revue intitulée Unité léniniste qui prétend rassembler la « gauche bolchevik-léniniste ». Mais un mois seulement après son exclusion, Treint rompt avec L’Unité Léniniste et fonde avec quelques partisans le « Comité pour le redressement du parti français et de l’Internationale ». La création de ce nouveau groupe n’est que l’une des manifestations de la division au sein du mouvement communiste, après la défaite de l’opposition russe et la déportation de Trotsky. En France, plusieurs groupes se réclament de l’opposition de gauche et chacun cherche à constituer un pôle de rassemblement en s’appuyant sur le nom de Trotsky. Treint entretient une correspondance avec ce dernier et tente de faire prévaloir la légitimité de son groupe en tant que pôle de rassemblement. Cependant, les autres leaders de l’opposition (Paz, Rosmer, Souvarine) récusent toute alliance avec celui que l’on qualifie de « zinoviéviste » et que l’on considère comme responsable de la bolchevisation du parti communiste.

### Avec les groupes oppositionnels
En 1931, Treint noue des contacts avec les jeunes dirigeants (notamment Raymond Molinier) de la Ligue communiste et entre à la Commission Exécutive lors de la conférence nationale des 2-4 octobre 1931, et cela après s’être rendu à Prinkipo pour discuter avec Trotski des conditions de son ralliement [réf. nécessaire].
La Ligue Communiste connaît alors de grandes difficultés pour stabiliser son organisation et l’attitude manœuvrière de Treint contribue à envenimer la situation. Après avoir tenté de constituer une tendance au côté de Molinier, il se brouille avec ce dernier avant d’être écarté dès le mois d’avril 1932. Avec d’autres exclus (notamment Marc Chirik), il fonde la « Fraction de gauche (opposition) » [réf. nécessaire] , mais entame parallèlement une réflexion qui l’amène à remettre progressivement en cause les fondements de la doctrine bolchevique, à rejeter en partie l’expérience historique de la révolution de 1917 et à prôner une nouvelle voie révolutionnaire.
Après avoir milité pour le redressement de l'Internationale communiste, il réclame la création d’une nouvelle organisation révolutionnaire et se rapproche des thèses d’une minorité de la gauche communiste qui voit dans l’URSS une forme de capitalisme d'État (contrairement aux trotskistes qui parlent d'« État ouvrier dégénéré »).
Il intervient dans ce sens lors de la conférence d’avril 1933 [Quoi ?] , convoquée avec l’objectif d’unifier les forces politiques se réclamant de l’opposition de gauche. Mis en minorité, Treint s’éloigne de l’opposition de gauche et prend part à plusieurs initiatives d’une frange minoritaire de militants qui dénoncent à la fois le capitalisme et le stalinisme.

### Retour au Parti socialiste, contre le fascisme, le nazisme et le stalinisme
Après les émeutes du 6 février 1934, Treint décide d’adhérer à la SFIO, convaincu que le salut du mouvement révolutionnaire passe par le redressement de cette organisation. Il fonde un petit groupe qui publie la revue La Lutte Finale. Ses écrits, marqués par un antistalinisme virulent, l’amènent à repousser toute forme d’alliance entre socialistes et communistes et à dénoncer l’expérience du Front populaire.
Il s’intéresse également aux menaces de guerre qui pèsent sur l’Europe avec la montée du nazisme et le rapprochement diplomatique entre la France et l’URSS (pacte Laval/Staline de 1935). Il participe à l’initiative coordonnée de militants pacifistes et révolutionnaires qui débouche sur la conférence pour la paix, tenue à Saint-Denis en août 1935.
Treint se rapproche de Georges Valois et des collaborateurs du journal Nouvel Âge. Entre 1935 et 1939, il publie de nombreuses brochures dans lesquelles il établit un parallèle entre stalinisme, fascisme et nazisme avec comme axiome l’existence d’une tendance générale au capitalisme d’État. Il consacre également une brochure à dénoncer le principe du parti unique, dans lequel il voit un instrument de la démarche totalitaire de Staline et d’Hitler [réf. nécessaire] . Dans le même temps, Treint s’approprie les thèses d’un groupe d’intellectuels et d’économistes [Qui ?] sur le développement d’une économie distributive et d’une « démocratie des consommateurs » menant à la « société de l'abondance ».
Sans être réellement originale, la pensée de Treint, qui allie antistalinisme et socialisme utopique s’éloigne à la fois des trotskystes et de l’anticommunisme revendiqué de certains exclus du PCF.
Révoqué de son poste d’instituteur pour la seconde fois (il a été révoqué entre 1921 et 1936 en raison de son engagement politique) lors du déclenchement de la Seconde Guerre mondiale, Treint part se réfugier dans la Nièvre puis rejoint l’armée de libération française [Quoi ?] [réf. nécessaire]. À compter de cette date, il semble se retirer de toute activité militante jusqu’à sa mort à Paris en 1971. Il avait épousé Raymonde Giudicelli (1914-1994).

### Sources
- Aurélien Durr, Albert Treint: Itinéraire politique (1914-1939), Thèse de doctorat d'histoire contemporaine, sous la direction de M. Jacques Girault, Paris 13, 2006, 804 p..
- Michel Olivier, La dégénérescence de l'IC : le cas du Parti communiste français, 1924-1927, Éditions Bulletin communiste-FICCI, Paris, février 2003, 56 p..
- Michel Olivier, La Ligue Communiste et la Fraction de Gauche (Treint-Marc) - 1930-1932, Paris, 2005, 28 p..